# Rozoy-le-Vieil
Pour les articles homonymes, voir Rozoy.
Rozoy-le-Vieil est une commune française située dans le département du Loiret en région Centre-Val de Loire.

## Géographie

### Lieux-dits et écarts
Le Bied,
les Bodiers,
les Bonnes,
les Cadeaux,
le Donjon,
les Martins,
les Noues, 
le Petit Pressoir.

### Géologie et relief

#### Géologie
La commune se situe dans le sud du Bassin parisien, le plus grand des trois bassins sédimentaires français. Cette vaste dépression, occupée dans le passé par des mers peu profondes et des lacs, a été comblée, au fur et à mesure que son socle s’affaissait, par des sables et des argiles, issus de l’érosion des reliefs alentours, ainsi que des calcaires d’origine biologique, formant ainsi une succession de couches géologiques.
Les couches affleurantes sur le territoire communal sont constituées de formations superficielles du Quaternaire et de roches sédimentaires datant du Cénozoïque, l'ère géologique la plus récente sur l'échelle des temps géologiques, débutant il y a 66 millions d'années. La formation la plus ancienne est du  poudingue de Nemours, remontant à l’époque Éocène de la période Éocène. La formation la plus récente est des dépôts anthropiques remontant à l’époque Holocène de la période Quaternaire. Le descriptif de ces couches est détaillé dans  la feuille « n°330 - Chéroy » de la carte géologique au 1/50 000ème du département du Loiret, et sa notice associée.

Carte géologique de la commune.

|  | X :  | dépôts anthropiques                           |
|  | Fz : | alluvions récentes des lits mineurs, Holocène |

|  | qOE : | Limons et Loess, Quaternaire |

|  | e4PN : | poudingue de Nemours, Paléocène-Éocène inférieur |

#### Relief
La superficie cadastrale de la commune publiée par l’Insee, qui sert de références dans toutes les statistiques, est de 8,14 km2,. La superficie géographique, issue de la BD Topo, composante du Référentiel à grande échelle produit par l'IGN, est quant à elle de 8,18 km2. Son relief est relativement plat puisque la dénivelée maximale atteint 29 mètres. L'altitude du territoire varie entre 118 m et 147 m.

## Toponymie
Le nom de la localité est attesté sous la forme latinisée Rosetum Vetus en 1350.
Pour cette commune, les recherches aux archives d'Orléans ont permis de montrer qu'antérieurement au XIVe siècle[réf. nécessaire], on trouve déjà la graphie Rozoy le Vieil (avec un z) et cela conjointement à la graphie Rosoy (avec un s), jusqu'à récemment, à tel point que les bases de données légales avaient enregistré le nom de Rosoy-le-vieil. Depuis le 19 mars 2009 : Rozoy-le-Vieil s'écrit officiellement avec un z, car on a considéré que l'ambigüité était préjudiciable aux administrés. Le changement de nom est paru au journal officiel.
Cependant la graphie avec z n'est pas conforme à l'étymologie, le z ayant une valeur différente au Moyen Âge. L'étymologie de Rozoy est la même que celle des Rosoy et des différents Rosay qui remontent tous à un type toponymique gallo-roman *RAUSETU comme en témoigne d'ailleurs la forme archaïque de Rosay (Seine-Maritime, Rausedo en 750-775).  Le premier élément Roz- représente le gallo-roman RAUS, d'origine germanique qui a donné l'ancien français ros « roseau », dont le diminutif rosel explique notre roseau. Le second élément est le suffixe gallo-roman -ETU (latin -etum) qui sert à désigner un ensemble d'arbres ou de plantes, mais qui n'est jamais associé à un nom de fleur. Il a évolué généralement en -oy au nord et à l'est, alors qu'à l'ouest, c'est plus souvent -ay / -ey. Plus globalement, RAUSETU a donné le vieux français rosei, rosoi « lieu planté de roseaux, roselière », (le [t] est passé à [d] (lénition), avant son amuïssement complet caractéristique de l'ancien français).

## Histoire
(octobre 2008).
Si vous disposez d'ouvrages ou d'articles de référence ou si vous connaissez des sites web de qualité traitant du thème abordé ici, merci de compléter l'article en donnant les références utiles à sa vérifiabilité et en les liant à la section « Notes et références ».
Les premières traces d’implantation humaine sur le territoire de la commune Rozoy-le-Vieil datent de l’Âge de pierre. De nombreux outils et armes en pierre taillée ont été retrouvés par les archéologues locaux.
Ce n’est qu’à la fin du XIe siècle que la commune entre dans l’histoire avec l’arrivée d’une jeune anachorète nommée Élisabeth, fille du comte Rodolphe de Crespy et de la comtesse Adèle Barri. Cette fille avait d’abord embrassé la vie monastique dans l'abbaye des bénédictines de Chelles. Elle cherche une vie plus austère encore. Elle vient donc se cacher dans les bois au milieu des marais. Des bergers découvrent sa retraite et lui bâtissent un petit monastère où elle se retire avec deux religieuses de son couvent qui sont venues la rejoindre. Élisabeth, appelée depuis sa mort sainte Rose, en est la prieure, à dater de 1106 jusqu’à sa mort en 1130. Le sceau de l’abbaye porte un rosier entre deux fleurs de lys avec, au revers, Notre-Dame avec son paleron (sa pèlerine) à la manière d’une bergère limousine.
À la mort de sainte Élisabeth-Rose, l’abbaye de Rozoy-le-Vieil a déjà une certaine importance. Une charte du roi Louis VII en 1146-1147 lui confirme la possession de divers bien et privilèges. En 1164, elle bénéficie d’une bulle du pape Alexandre III exilé à l’archevêché de Sens.
Les frères Payan, seigneurs de Chevry en Sereine, en 1207, donnèrent la seigneurie de Villechasson à l'abbaye Sainte-Rose de Rozoy-le-Vieil, dont leur sœur Catherine Payan était alors prieure.
En 1263, les Templiers abandonnent à l'abbaye de Rozoy, une rente d'un muid de grain sur la ferme de Paley. (Arch. nat. F. 5,172.)
En 1428, elle est ruinée puis transférée dans la commune voisine d'Ervauville et prend le nom de Rozoy le Jeune.
Aux XVIe et XVe siècles, les guerres de religion ruinent la région.
Au XVIIIe siècle, après une période de grandes épidémies de peste et les hivers rigoureux de 1706 et 1710 qui provoquèrent des famines dévastatrices, les conditions de vie s’améliorent et conduisent à un accroissement de la population. En 1720, 22 feux ou foyers sont recensés, ceux-ci correspondent à environ 140 habitants. En 1780, le nombre de feux est de 29 pour 187 habitants. En 1786, le cap des 190 habitants est dépassé mais les voies de communication se traversent à gué. La superficie du village est d’environ 800 hectares, les principales activités au village sont la culture des céréales, des fruits et de la vigne. À la veille de la Révolution française, Rozoy-le-Vieil est administré par le parlement de Paris, le bailliage de Montargis, la Coutume de Sens et le diocèse de Sens.
L’après révolution modifie peu la vie au village. Il faut attendre 1830 pour constater les premières initiatives qui améliorent les conditions de vie. En 1838, la commune lance une souscription auprès des habitants pour financer le premier pont traversant la Sainte-Rose sur le chemin vicinal de Rozoy-le-Vieil à Mérinville. Cette même année, le conseil municipal décide de construire une maison d’école malgré l’insistance des pouvoirs publics qui souhaitaient envoyer les enfants de Rozoy-le-Vieil à Pers. En septembre 1843, cette petite bâtisse construite à l’emplacement de la mairie actuelle ouvre ses portes aux garçons du village. L’école est ouverte aux filles en 1844 alors que l’État n’imposera la création d’écoles des filles dans les communes de plus de 500 habitants que 23 années plus tard.
En 1866, le nombre d’habitants de Rozoy-le-Vieil est de 273 dont 80 dans le bourg. Dès 1876, l’instituteur organise l’école des adultes où une quinzaine d’élèves s’inscrivent après leurs journées de travail.
En 1891, l’école ainsi que la mairie sont construites à l’emplacement de l’ancienne maison d’école.
En 1903, Gustave Eugène Frégis, originaire du Gâtinais, collaborateur de Louis Pasteur, vétérinaire de Sarah Bernhardt et des cours d’Angleterre et de Russie, décide de prendre sa retraite et se retire au domaine des Noues sur la commune de Rozoy-le-Vieil. Il met alors son savoir au service de ses concitoyens comme conseiller municipal puis comme maire pendant près de 24 ans.
En 1910, le cimetière qui entoure l’église est transféré à l’endroit où il se trouve actuellement. À la même époque, la place du village est transférée de la route du Bignon aux abords de l’église
La Première Guerre mondiale fait 15 morts, soit 8 % de la population.
Les années 1960 marquent un tournant : les premiers lotissements sont créés, la population croît de nouveau, les terres sont remembrées et drainées et le paysage traditionnel de bocage est détruit. L’autoroute arrive à Rozoy-le-Vieil.
En 1991, le conseil municipal décide la construction de l’actuelle école.
Au 1er janvier 2012, Rozoy-le-Vieil a rejoint la communauté de communes des Quatre Vallées.

### Climat
Pour des articles plus généraux, voir Climat du Centre-Val de Loire et Climat du Loiret.
En 2010, le climat de la commune est de type climat océanique dégradé des plaines du Centre et du Nord, selon une étude du CNRS s'appuyant sur une série de données couvrant la période 1971-2000. En 2020, Météo-France publie une typologie des climats de la France métropolitaine dans laquelle la commune est exposée à un climat océanique altéré et est dans la région climatique Nord-est du Bassin parisien, caractérisée par un ensoleillement médiocre, une pluviométrie moyenne régulièrement répartie au cours de l’année et un hiver froid (3 °C).
Pour la période 1971-2000, la température annuelle moyenne est de 10,8 °C, avec une amplitude thermique annuelle de 15,7 °C. Le cumul annuel moyen de précipitations est de 733 mm, avec 11,3 jours de précipitations en janvier et 7,6 jours en juillet. Pour la période 1991-2020, la température moyenne annuelle observée sur la station météorologique de Météo-France la plus proche, « Savigny/clairis », sur la commune de Savigny-sur-Clairis à 12 km à vol d'oiseau, est de 11,3 °C et le cumul annuel moyen de précipitations est de 732,3 mm,. Pour l'avenir, les paramètres climatiques de la commune estimés pour 2050 selon différents scénarios d'émission de gaz à effet de serre sont consultables sur un site dédié publié par Météo-France en novembre 2022.

## Urbanisme

### Typologie
Au 1er janvier 2024, Rozoy-le-Vieil est catégorisée commune rurale à habitat dispersé, selon la nouvelle grille communale de densité à sept niveaux définie par l'Insee en 2022.
Elle est située hors unité urbaine. Par ailleurs la commune fait partie de l'aire d'attraction de Paris, dont elle est une commune de la couronne,.

### Occupation des sols
L'occupation des sols de la commune, telle qu'elle ressort de la base de données européenne d’occupation biophysique des sols Corine Land Cover (CLC), est marquée par l'importance des territoires agricoles (54,7 % en 2018), en diminution par rapport à 1990 (56,7 %). La répartition détaillée en 2018 est la suivante : 
terres arables (48,6 %), forêts (37,1 %), zones urbanisées (8,2 %), zones agricoles hétérogènes (5,7 %), prairies (0,4 %).
L'évolution de l’occupation des sols de la commune et de ses infrastructures peut être observée sur les différentes représentations cartographiques du territoire : la carte de Cassini (XVIIIe siècle), la carte d'état-major (1820-1866) et les cartes ou photos aériennes de l'IGN pour la période actuelle (1950 à aujourd'hui).

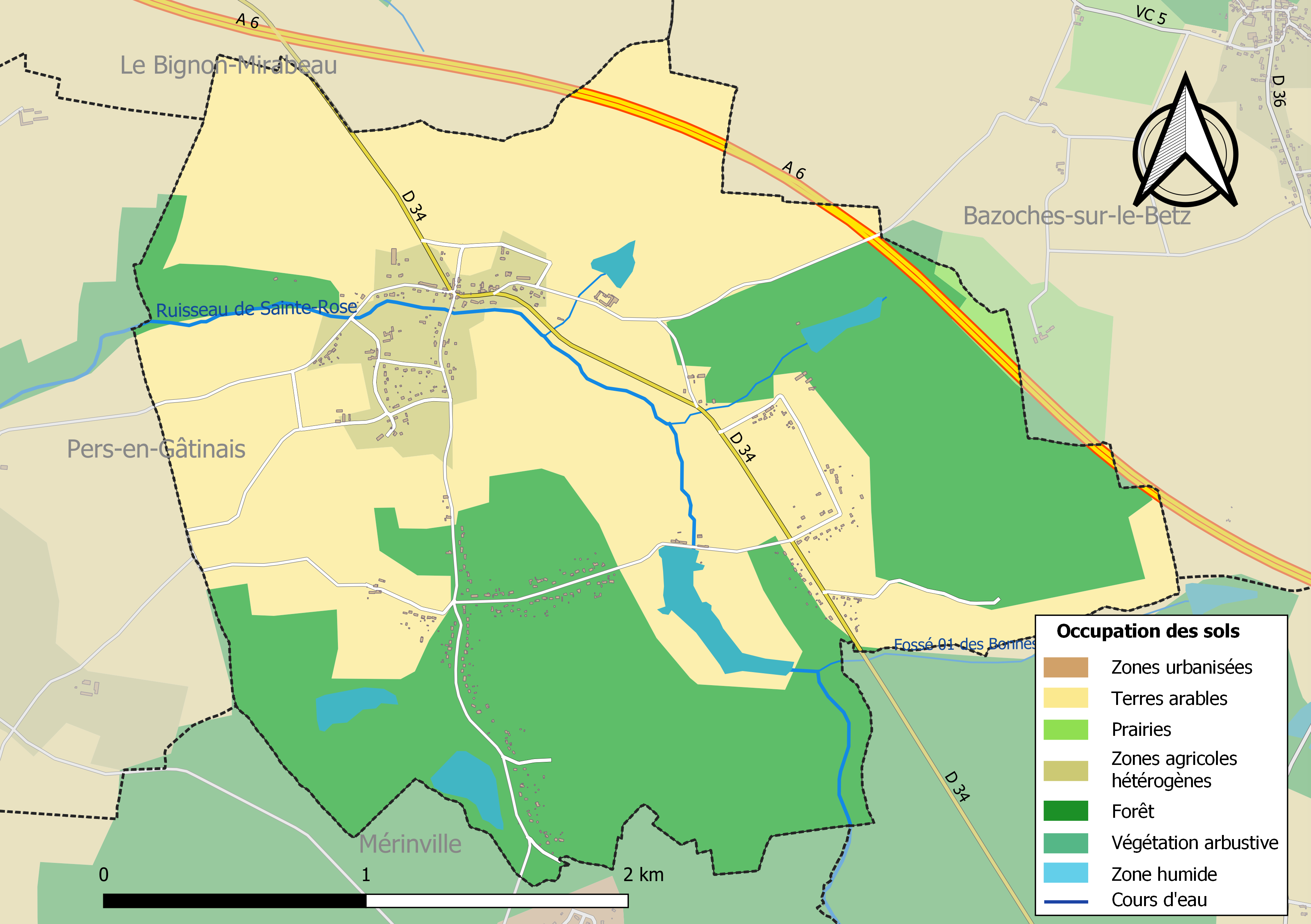
Carte des infrastructures et de l'occupation des sols de la commune en 2018 (CLC).
Carte orthophotographique de la commune en 2016.

### Voies de communication et transports

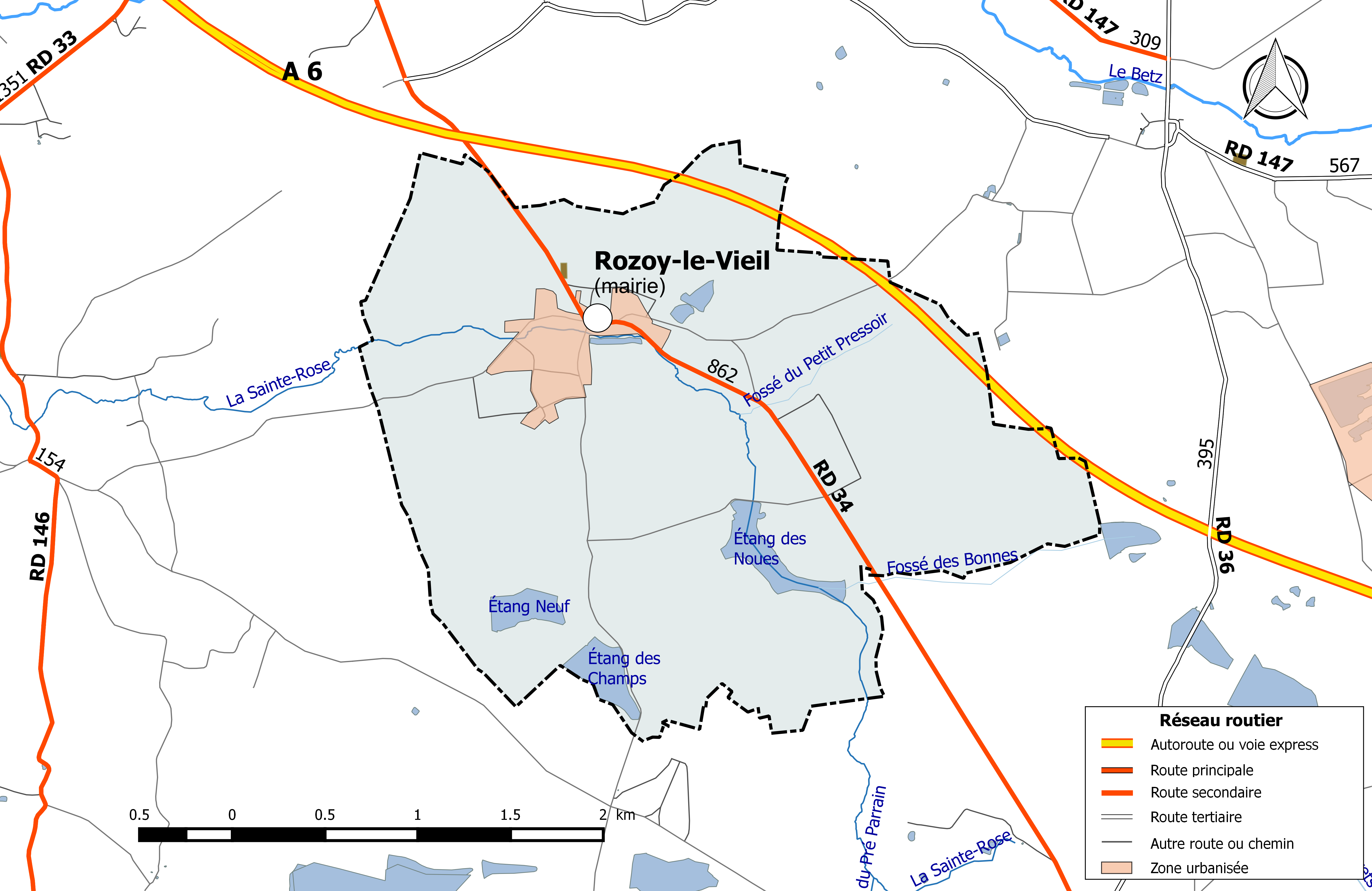
Réseau routier principal de la commune de Rozoy-le-Vieil (avec indication du trafic routier 2014).

### Risques majeurs
La commune de Rozoy-le-Vieil est vulnérable à différents aléas naturels : climatiques (hiver exceptionnel ou canicule), mouvements de terrains ou sismique (sismicité très faible). Elle est également exposée à un risque technologique : le risque de transport de matières dangereuses. 
Entre 1989 et 2019, trois arrêtés ministériels ayant porté reconnaissance de catastrophe naturelle ont été pris pour le territoire de la commune  : deux  pour des inondations et coulées de boues et un pour des mouvements de terrains.

#### Risques naturels
Le territoire de la commune peut être concerné par un risque d'effondrement de cavités souterraines non connues. Une cartographie départementale de l'inventaire des cavités souterraines et des désordres de surface a été réalisée. Il a été recensé sur la commune plusieurs effondrements de cavités.
Par ailleurs, le sol du territoire communal peut faire l'objet de mouvements de terrain liés à la sécheresse. Le phénomène de retrait-gonflement des argiles est la conséquence d'un changement d'humidité des sols argileux. Les argiles sont capables de fixer l'eau disponible mais aussi de la perdre en se rétractant en cas de sécheresse. Ce phénomène peut provoquer des dégâts très importants sur les constructions (fissures, déformations des ouvertures) pouvant rendre inhabitables certains locaux. Celui-ci a particulièrement affecté le Loiret après la canicule de l'été 2003. Une grande partie du territoire de la commune est exposée à un aléa « moyen » face à ce risque, selon l'échelle définie par le Bureau de recherches géologiques et minières (BRGM).
Depuis le 22 octobre 2010, la France dispose d’un nouveau zonage sismique divisant le territoire national en cinq zones de sismicité croissante. La commune, à l’instar de l’ensemble du département,  est concernée par un risque très faible.

#### Risques technologiques
La commune est exposée au risque de transport de matières dangereuses, en raison du passage sur son territoire d'un itinéraire routier structurant supportant un fort trafic (l'autoroute A6),.

## Politique et administration

### Découpage territorial

#### Bloc communal: Commune et intercommunalités
La paroisse de Rozoy-le-Vieil acquiert le statut de municipalité avec le  décret du 12 novembre 1789 de l'Assemblée Nationale puis celui de « commune », au sens de l'administration territoriale actuelle, par le décret de la Convention nationale du 10 brumaire an II (31 octobre 1793). Il faut toutefois attendre la loi du 5 avril 1884 sur l'organisation municipale pour qu'un régime juridique uniforme soit défini pour toutes les communes de France, point de départ de l’affirmation progressive des communes face au pouvoir central.
Aucun événement de restructuration majeure du territoire, de type suppression, cession ou réception de territoire, n'a affecté la commune depuis sa création.

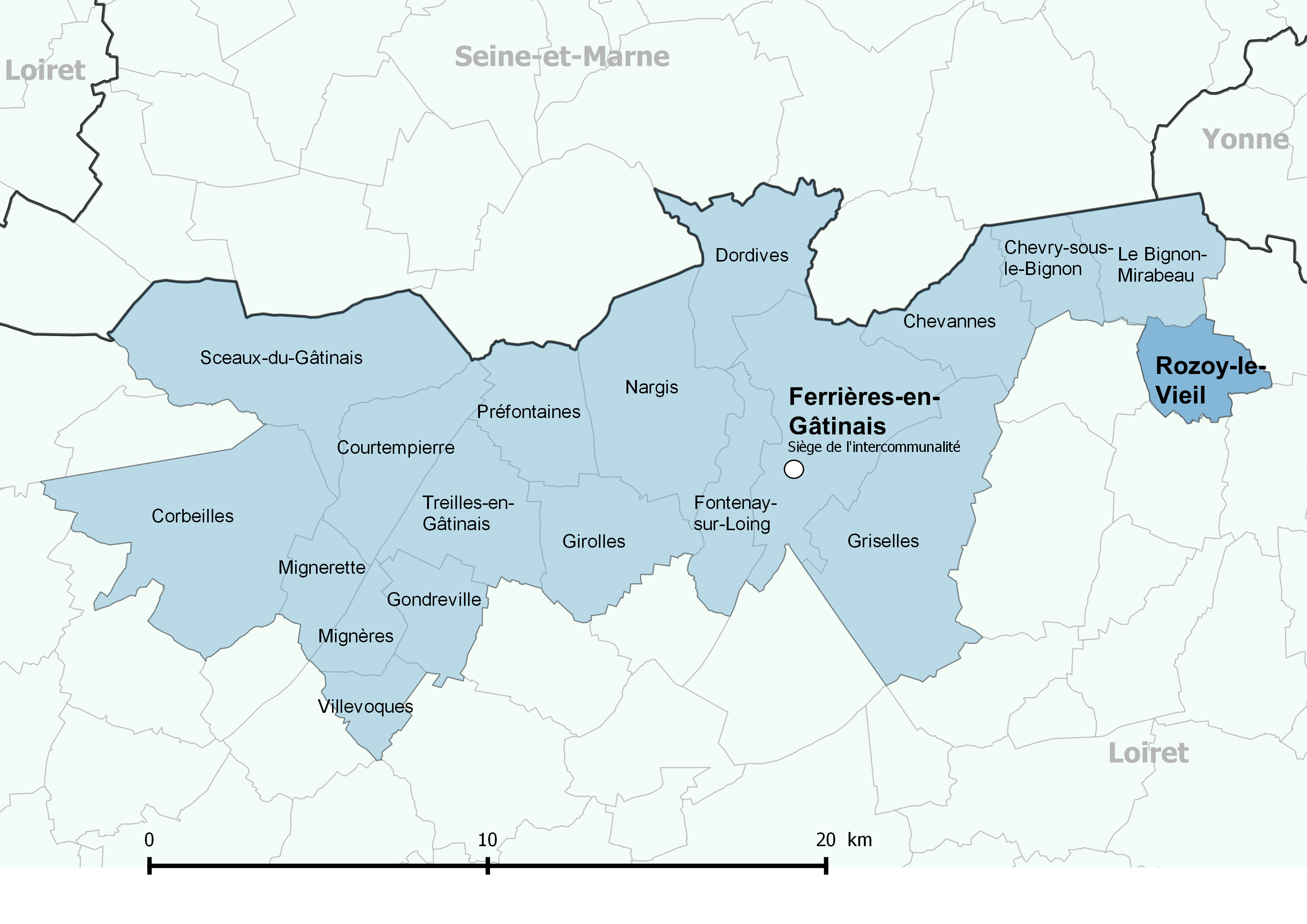
Localisation de la commune de Rozoy-le-Vieil dans la communauté de communes des Quatre Vallées.

La commune est membre de la communauté de communes des Quatre Vallées depuis sa création le 13 décembre 1996. Cette intercommunalité succède au SIVOM de Ferrières-en-Gâtinais, créé en mai 1966, et au SIVOM de Corbeilles.
La loi du 24 mars 2014 pour l'accès au logement et un urbanisme rénové, dite loi ALUR, fait évoluer de manière significative les compétences en matière d'urbanisme, dont certaines sont transférées de la commune à la communauté de communes.
La loi du 7 août 2015 portant nouvelle organisation territoriale de la République (dite loi NOTRe), visant une réduction du nombre d'intercommunalités en France, fait passer de 5 000 à 15 000 habitants, sauf exceptions, le seuil démographique minimal pour constituer une communauté de communes et a un impact sur les périmètres des intercommunalités du département du Loiret dont le nombre passe de 28 à 16. Mais la communauté de communes des Quatre Vallées ne voit pas son périmètre changer et la commune de Rozoy-le-Vieil en reste donc membre. Cette loi a toutefois un impact sur ses compétences avec l'attribution par exemple de la gestion des milieux aquatiques et de la prévention des inondations à partir du 1er janvier 2018.

#### Circonscriptions de rattachement
Sous l'Ancien Régime, à la veille des États généraux de 1789, la paroisse de Rozoy-le-Vieil était rattachée sur le plan ecclésiastique de l'ancien diocèse de Sens et sur le plan judiciaire au bailliage de Montargis.
La loi du 22 décembre 1789 divise le pays en 83 départements découpés chacun en six à neuf districts eux-mêmes découpés en cantons regroupant des communes. Les districts, tout comme les départements, sont le siège d’une administration d’État et constituent à ce titre des circonscriptions administratives. La commune de Rozoy-le-Vieil est alors incluse dans le canton de La Selle-sur-le-Bied, le district de Montargis et le département du Loiret.
La recherche d’un équilibre entre la volonté d’organiser une administration dont les cadres permettent l’exécution et le contrôle des lois d’une part, et la volonté d’accorder une certaine autonomie aux collectivités de base (paroisses, bourgs, villes) d’autre part, s’étale de 1789 à 1838. Les découpages territoriaux évoluent ensuite au gré des réformes visant à décentraliser ou recentraliser l'action de l'État. La régionalisation fonctionnelle des services de l'État (1945-1971) aboutit à la création de régions. L'acte I de la décentralisation de 1982-1983 constitue une étape importante en donnant l'autonomie aux collectivités territoriales, régions, départements et communes. L'acte II intervient en 2003-2006, puis l'acte III en 2012-2015.
Le tableau suivant présente les rattachements, au niveau infra-départemental, de la commune de Rozoy-le-Vieil aux différentes circonscriptions administratives et électorales ainsi que l'historique de l'évolution de leurs territoires.
| Circonscription             | Nom                  | Période   | Type                         | Évolution du découpage territorial |
| --------------------------- | -------------------- | --------- | ---------------------------- | --- |
| District                    | Montargis            | 1790-1795 | Administrative               | La commune est rattachée au district de Montargis de 1790 à 1795,. La Constitution du 5 fructidor an III, appliquée à partir de vendémiaire an IV (1795) supprime les districts, rouages administratifs liés à la Terreur, mais maintient les cantons qui acquièrent dès lors plus d'importance. |
| Canton                      | La Selle-sur-le-Bied | 1790-1801 | Administrative et électorale | Le 10 février 1790, la municipalité de Rozoy-le-Vieil est rattachée au canton de La Selle sur le Bied. Les cantons acquièrent une fonction administrative avec la disparition des districts en 1795. |
| Canton                      | Courtenay            | 1801-2015 | Administrative et électorale | Sous le Consulat, un redécoupage territorial visant à réduire le nombre de justices de paix ramène le nombre de cantons dans le Loiret de 59 à 31. Rozoy-le-Vieil est alors rattachée par arrêté du 9 vendémiaire an X (30 septembre 1801) au canton de Courtenay,, qui devient canton de Ferrières-en-Gâtinais en 2001. |
| Canton                      | Courtenay            | 2015-     | Électorale                   | La loi du 17 mai 2013 et ses décrets d'application publiés en février et mars 2014 introduisent un nouveau découpage territorial pour les élections départementales. La commune est alors rattachée au nouveau canton de Courtenay. Depuis cette réforme, plus aucun service de l'État n'exerce sa compétence sur un territoire s'appuyant sur le nouveau découpage cantonal. Le canton a disparu en tant que circonscription administrative de l'État ; il est désormais uniquement une circonscription électorale dédiée à l'élection d'un binôme de conseillers départementaux siégeant au conseil départemental. |
| Arrondissement              | Montargis            | 1801-     | Administrative               | Rozoy-le-Vieil est rattachée à l'arrondissement de Montargis depuis sa création en 1801,. |
| Circonscription législative | 4e circonscription   | 2010-     | Électorale                   | Lors du découpage législatif de 1986, le nombre de circonscriptions législatives passe dans le Loiret de 4 à 5. Un nouveau redécoupage intervient en 2010 avec la loi du 23 février 2010. En attribuant un siège de député « par tranche » de 125 000 habitants, le nombre de circonscriptions par département varie désormais de 1 à 21,. Dans le Loiret, le nombre de circonscriptions passe de cinq à six. La réforme n'affecte pas Rozoy-le-Vieil qui reste rattachée à la quatrième circonscription. |

#### Collectivités de rattachement
La commune de Rozoy-le-Vieil est rattachée au département du Loiret et à la région Centre-Val de Loire, à la fois circonscriptions administratives de l'État et collectivités territoriales.

### Politique et administration municipales

#### Conseil municipal et maire
Depuis les élections municipales de 2014, le conseil municipal de Rozoy-le-Vieil, commune de moins de 1 000 habitants, est élu au scrutin majoritaire plurinominal à deux tours, les électeurs pouvant modifier les listes, panacher, ajouter ou supprimer des candidats sans que le vote soit nul, pour un mandat de six ans renouvelable. Il est composé de 11 membres. L'exécutif communal est constitué par le maire, élu par le conseil municipal, parmi ses membres, pour un mandat de six ans, c'est-à-dire pour la durée du mandat du conseil.
| Période                                  | Période  | Identité         | Étiquette | Qualité                                   |
| ---------------------------------------- | -------- | ---------------- | --------- | ----------------------------------------- |
| Les données manquantes sont à compléter. |          |                  |           |                                           |
| mars 2008                                | 2018     | Jacques Lassoury |           |                                           |
| février 2018                             | En cours | Jacques Huc,     |           | Ingénieur ou cadre technique d'entreprise |

## Équipements et services

### Environnement

#### Gestion des déchets
En 2016, la commune est membre du syndicat mixte de ramassage et de traitement des ordures ménagères (SMIRTOM) de Montargis, créé en 1968. Celui-ci assure la collecte et le traitement des ordures ménagères résiduelles, des emballages ménagers recyclables et des encombrants en porte à porte et du verre en points d’apport volontaire. Un réseau de trois déchèteries accueille les encombrants et autres déchets spécifiques (déchets verts, déchets dangereux, gravats, ferraille, cartons…). Les deux déchèteries les plus proches sont situées sur les communes de Corquilleroy et Dordives. Le SMIRTOM de Montargis procède également à l'élimination et la valorisation énergétique des déchets ménagers et de ceux issus de la collecte sélective dans l'unité d'Amilly, construite en 1969. Une convention de délégation du service public de traitement a été conclue en 2013 avec la société Novergie Centre, filiale énergie du Groupe Suez pour la valorisation énergétique des déchets.
Depuis le 1er janvier 2017, la « gestion des déchets ménagers » ne fait plus partie des compétences de la commune mais est une compétence obligatoire de la communauté de communes des Quatre Vallées en application de la loi NOTRe du 7 août 2015.

#### Production et distribution d'eau
Le service public d’eau potable est une compétence obligatoire des communes depuis l’adoption de la loi du 30 décembre 2006 sur l’eau et les milieux aquatiques. Au 31 décembre 2016, la production et la distribution de l'eau potable sur le territoire communal sont assurées par le syndicat des eaux de la Cléry et du Betz, un syndicat créé en 2013 desservant quinze communes : Bazoches-sur-le-Betz, Le Bignon-Mirabeau, Chantecoq, La Chapelle-Saint-Sépulcre, Chevannes, Chevry-sous-le-Bignon, Chuelles, Courtemaux, Ervauville, Foucherolles, Griselles, Louzouer, Mérinville, Pers-en-Gâtinais, Rosoy-le-Vieil, Saint-Hilaire-les-Andrésis, Saint-Loup-de-Gonois, La Selle-en-Hermoy, La Selle-sur-le-Bied, Thorailles,,.
La loi NOTRe du 7 août 2015 prévoit que le transfert des compétences « eau et assainissement » vers les communautés de communes sera obligatoire à compter du 1er janvier 2020. Le transfert d’une compétence entraîne  de  facto la mise à disposition gratuite de plein droit des biens, équipements et services publics utilisés, à la date du transfert, pour l'exercice de ces compétences et la substitution de la communauté dans les droits et obligations des communes,.

#### Assainissement
L’assainissement non collectif (ANC) désigne les installations individuelles de traitement des eaux domestiques qui ne sont pas desservies par un réseau public de collecte des eaux usées et qui doivent en conséquence traiter elles-mêmes leurs eaux usées avant de les rejeter dans le milieu naturel. En 2017, la communauté de communes des Quatre Vallées assure le service public d'assainissement non collectif (SPANC), qui a pour mission de vérifier la bonne exécution des travaux de réalisation et de réhabilitation, ainsi que le bon fonctionnement et l’entretien des installations,.

## Population et société

### Démographie
L'évolution du nombre d'habitants est connue à travers les recensements de la population effectués dans la commune depuis 1793. Pour les communes de moins de 10 000 habitants, une enquête de recensement portant sur toute la population est réalisée tous les cinq ans, les populations de référence des années intermédiaires étant quant à elles estimées par interpolation ou extrapolation. Pour la commune, le premier recensement exhaustif entrant dans le cadre du nouveau dispositif a été réalisé en 2004.
En 2022, la commune comptait 398 habitants, en évolution de −5,69 % par rapport à 2016 (Loiret : +1,89 %, France hors Mayotte : +2,11 %).
| 1793 | 1800 | 1806 | 1821 | 1831 | 1836 | 1841 | 1846 | 1851 |
| ---- | ---- | ---- | ---- | ---- | ---- | ---- | ---- | ---- |
| 150  | 188  | 177  | 201  | 211  | 217  | 231  | 264  | 271  |

| 1856 | 1861 | 1866 | 1872 | 1876 | 1881 | 1886 | 1891 | 1896 |
| ---- | ---- | ---- | ---- | ---- | ---- | ---- | ---- | ---- |
| 247  | 258  | 273  | 247  | 242  | 233  | 209  | 201  | 198  |

| 1901 | 1906 | 1911 | 1921 | 1926 | 1931 | 1936 | 1946 | 1954 |
| ---- | ---- | ---- | ---- | ---- | ---- | ---- | ---- | ---- |
| 189  | 180  | 143  | 146  | 161  | 154  | 131  | 110  | 120  |

| 1962 | 1968 | 1975 | 1982 | 1990 | 1999 | 2004 | 2006 | 2009 |
| ---- | ---- | ---- | ---- | ---- | ---- | ---- | ---- | ---- |
| 108  | 120  | 158  | 182  | 235  | 305  | 342  | 349  | 392  |

| 2014 | 2019 | 2022 | - | - | - | - | - | - |
| ---- | ---- | ---- | - | - | - | - | - | - |
| 430  | 410  | 398  | - | - | - | - | - | - |

## Culture locale et patrimoine

### Lieux et monuments
- L'église Saint-Blaise-et-Notre-Dame[79]. Le nom de l'église aurait été changé au cours du XIXe siècle. Ses vitraux sont au nombre de huit, ils ont été réalisés par le maître verrier Lionel Régnier en 1986 pour les vitraux de chœur et en 1988 pour ceux de la nef. Côté sud, se trouve une trilogie dédiée à la Vierge Marie : « Mon heure n’est pas encore venue (Les noces de Cana ) – « Marie qui amène le jeune jésus au Temple de Jérusalem » - « Tout est accompli » (Marie au pied de la Croix). La couleur bleue y domine. Cette trilogie est suivie, au-dessus de l'ancienne porte du cimetière, par la représentation de la parabole du semeur où domine la couleur jaune. Les deux vitraux du chœur évoquent les deux étymologies possibles de Rozoy. Le premier, d'une couleur rouge très vif représente sainte Rose dans son tronc d’arbre. Le second  met en scène Moïse sauvé des eaux et repêché dans les roseaux. Les trois petits vitraux côté nord sont non figuratifs et reprennent les couleurs des autres ;
- Le pressoir. Le Pressoir de Rozoy le Vieil témoigne de deux époques successives de l'agriculture locale, celle de la culture de la vigne et celle de la culture du pommier à cidre. C'est aussi un bâtiment typique de l'architecture gâtinaise traditionnelle. Légué voici quelques années à la commune de Rozoy le Vieil par Guy Berner pour en faire un lieu d’échanges, de rencontres et de culture, il devient aujourd'hui un lien entre la tradition de notre terroir et l'avenir que nous construisons ensemble. La commune a donc mis à disposition ce lieu tel quel à diverses associations ou pour certaines manifestations en faisant quelques aménagements. Outre son intérêt dans l’histoire économique locale (vergers, cidre,...) dans la région Château-Renard / Courtenay, (la meule et le pressoir sont conservés presque en l’état), ce bâtiment est représentatif de l’architecture locale: simplicité des volumes, des ouvertures, des matériaux. Il est situé au chevet de l’église, elle-même inscrite à l’inventaire supplémentaire des monuments historiques et est bordé sur le coteau qui descend jusqu’à la Sainte Rose par un jardin et un verger qui situé derrière l’église. C'est également un lieu d'exposition récemment restauré mis gratuitement à la disposition des artistes ;
- La chapelle funéraire d'Eugène Frégis ;
- Les abreuvoirs ;
- Le puits.

### Patrimoine naturel
L’inventaire des zones naturelles d'intérêt écologique, faunistique et floristique (ZNIEFF) a pour objectif de réaliser une couverture des zones les plus intéressantes sur le plan écologique, essentiellement dans la perspective d’améliorer la connaissance du patrimoine naturel national et de fournir aux différents décideurs un outil d’aide à la prise en compte de l’environnement dans l’aménagement du territoire. Le territoire communal de Rozoy-le-Vieil comprend une ZNIEFF.
La ZNIEFF, de deuxième génération et de type 2, dénommée Étangs prairies et forêts du Gâtinais nord oriental, d'une superficie de 5 060 hectares, s'étend sur 17 communes, dont neuf dans le Loiret (Bazoches-sur-le-Betz, Courtenay, Ervauville, Foucherolles, Mérinville, Pers-en-Gâtinais, Rozoy-le-Vieil, Saint-Hilaire-les-Andrésis, La Selle-sur-le-Bied) et huit dans l'Yonne (La Belliole, Courtoin, Domats, Égriselles-le-Bocage, Montacher-Villegardin, Savigny-sur-Clairis, Vernoy et Villeneuve-la-Dondagre). Son altitude varie entre 130 et 190 m. La ZNIEFF vise en priorité les habitats d'eaux douces stagnantes. On y trouve prairies humides, mégaphorbiaies, tourbières et marais, entrecoupés de bocages et de boisements. Les activités humaines présentes dans cette superficie sont majoritairement l'agriculture et la sylviculture, avec de l'élevage. La pêche et la chasse y sont pratiquées, et d'autres activités de tourisme et loisirs. L'habitat, composé surtout de fermes isolées, est très dispersé.

### Patrimoine gastronomique
La commune de Rozoy-le-Vieil est située dans l'aire de l'appellation d'origine protégée (AOP) ou appellation d'origine contrôlée (AOC) du brie de Meaux, un fromage à base de lait de vache, cru à pâte molle à croûte fleurie, d'un poids moyen de 2,8 kg pour un diamètre de 36 à 37 cm. Sa croûte est fine, d'un blanc duveteux et parsemée de taches rouges. Sa pâte est couleur jaune paille, onctueuse et souple mais non coulante.

### Personnalités liées à la commune
- Gustave Eugène Frégis (1841-1923), vétérinaire français, président de la Société Vétérinaire Pratique de France de 1896 à 1905, et maire de Rozoy-le-Vieil de 1908 à 1924.

### Héraldique
| Blason de Rozoy-le-Vieil | Blason  | D'azur fretté d'or clouté de gueules, les claires-voies semées de roses d'or et de roseaux à massettes d'argent. |
| Blason de Rozoy-le-Vieil | Détails | Création du Conseil départemental d'héraldique urbaine du Loiret, adoptée par la commune.                        |

## Pour approfondir